# Hermann Jaritz
Hermann Jaritz (* 8. November 1848 auf Schloss Lichtenegg im Schwarzwald; † nach 1902) war ein deutscher Theaterschauspieler und Theaterintendant.

## Leben
Jaritz, Sohn eines Ökonomen, entschloss sich nach dem Besuch des Polytechnikums in Stuttgart 1869 den Bühneberuf zu ergreifen. Er begann seine schauspielerische Tätigkeit in Meiningen, musste dieselbe jedoch 1870 infolge des ausgebrochenen Krieges, den er als Offiziersaspirant mitmachte, unterbrechen, kam 1871 ans Hoftheater nach Altenburg, 1873 nach Freiburg, wirkte von 1874 bis 1880 am Hoftheater in Mannheim, von 1880 bis 1881 in Bremen, von 1881 bis 1882 in Berlin, von 1882 bis 1895 am Königlichen Theater in Kassel und übernahm sodann das Stadttheater in Hanau (verbunden mit dem Stadttheater in Offenbach und dem Kurhaustheater in Homburg).
Sein Lebensweg nach 1902 ist unbekannt.